# Andreánszki Menyhért
Andreánszki Menyhért, Melchior Andreánsky (Szentandrás, 1718. december 20. – ?) jezsuita szerzetes.

## Élete
Bölcseleti tanulmányait Kassán végezte, ezután lépett be a jezsuita rendbe. Tanárként dolgozott, ám legtöbb idejét hittérítéssel töltötte.
Munkája: szlovák nyelven írt Catechetikai könyvecske, mely Kassán 1756-ban, majd Budán 1759-ben és bővítve Nagyszombatban 1763-ban és 64-ben jelent meg. Ugyanez magyar nyelven is megjelent 1769-ben. 